# Carl Gustaf Bolin
Carl Gustaf Bolin, född 15 maj 1779 i Ronneby församling, Blekinge län, död 13 maj 1854 i Motala församling, Östergötlands län, var en svensk häradshövding.

## Biografi
Bolin föddes 1779 i Ronneby församling. Han var son till handlanden Peter Cornelius Bolin (död 1790) och Catharina Maria Runqvist. Bolin blev 1795 student vid Lunds universitet och avlade 6 maj 1796 juristexamen. Han blev 20 augusti 1796 auskultant i amiralitetsöverrätten i Karlskrona och 21 november 1797 auskultant i Göta hovrätt. Bolin blev 21 april 1803 vice häradshövding och 24 maj samma år ordinarie kanslist. Den 29 november 1811 blev han fiskal och 7 april 1823 civilnotarie. Bolin blev 29 oktober 1816 borgmästare i Borås och fick assessors namn 11 maj 1818. Han var från 7 september 1824 häradshövding i Aska och Göstrings häraders domsaga. Bolin avled på Dysäter i Motala församling 1854.

### Familj
Bolin gifte sig 1811 i Borås med Regina Brink (1787–1871). Hon var dotter till handlanden Georg Brink. De fick tillsammans sonen Valfrid Cornelius Bolin (född 1820).